# Uniunea Social-Liberală
Uniunea Social-Liberală, abreviat USL, a fost o alianță politică parlamentară și preelectorală, între partide de stânga și dreapta, constituită la inițiativa lui Dan Voiculescu. la data de 5 februarie 2011, între Alianța de Centru Dreapta (compusă din Partidul Național Liberal și Partidul Conservator) și Partidul Social Democrat. Factorul de unificare al acestor partide complet diferite ideologic a fost opoziția la adresa președintelui Traian Băsescu, motiv pentru care USL a fost adesea comparat cu monstruoasa coaliție care l-a înlăturat pe domnitorul Alexandru Ioan Cuza de la domnie în 1866. Liderii PSD, PNL și PC, Victor Ponta, Crin Antonescu și Daniel Constantin, au semnat, la Palatul Parlamentului din București, Protocolul de funcționare a Uniunii Social Liberale (USL), aceasta devenind cea mai puternică alianță politică de după anul 1990.
În urma căderii Guvernului Ungureanu, ca rezultat al adoptării în Parlament a moțiunii de cenzură USL, în data de 7 mai 2012, Victor Ponta a fost învestit de președintele în exercițiu, Băsescu, în funcția de Prim-ministru al României în fruntea unui guvern al alianței USL.  După căderea Guvernului Ungureanu, care între altele fusese sprijinit și de Uniunea Națională pentru Progresul României, dar înainte de alegerile generale din 2012, s-a format Alianța de Centru-Stânga, alcătuită din PSD și UNPR. USL a câștigat alegerile parlamentare din 9 decembrie 2012 în formula PSD+UNPR+PNL+PC, după care s-a format al doilea guvern USL, ”guvernul Ponta 2”. Din cauza unor neînțelegeri dintre PNL și PSD, pe 24 februarie 2014, liderul PNL  Crin Antonescu a anunțat sfârșitul Uniunii Social Liberale, respectiv ieșirea liberalilor de la guvernare. A urmat în martie 2014 guvernul Ponta 3, evident fără USL, care nu mai exista.
La data de 23 octombrie 2021, PNL împreună cu PSD au avut discuții pentru ca PNL să primească susținerea PSD și pentru a continua să rămână o alianță între cele două partide care este cunoscută formal ca CNR (Coaliția Națională pentru România).

## Cuplul politic USL, Antonescu-Ponta
USL a fost fondată de către liderii Victor Ponta (PSD), Crin Antonescu (PNL) și Dan Voiculescu (președinte de onoare al PC) în februarie 2011. La acel moment, PNL și PC alcătuiau deja Alianța de Centru Dreapta (ACD), fondată cu doar o lună în urmă, pe 9 ianuarie.  În 2012, Uniunea Națională pentru Progresul României (UNPR) a format cu PSD Alianța de Centru-Stânga (ACS) și s-a alăturat USL.

## Istorie
USL și-a început, oficial, în 2012 activitatea sa politică; liderii USL au început în mod public să critice unele acțiuni ale  guvernului Boc (2), guvernului Ungureanu și concomitent ale președintelui statului, Traian Băsescu care ar fi dorit continuarea (succesivă) a celor două guvernări menționate. În același an, deputații USL au conceput și adoptat o moțiune de cenzură parlamentară de neîncredere în guvern, care supusă la vot în Parlament, a fost aprobată, și astfel guvernul Ungureanu a pierdut sprijinul parlamentar necesar, și guvernarea.
Atunci, președintele Băsescu l-a desemnat pe Ponta (PSD) ca nou prim-ministru, însărcinându-l cu formarea noului cabinet. Noul guvern a fost aprobat de către Parlament, având sprijinul  majorității parlamentare a membrilor alianței USL, prin aceasta USL  venind la putere. La data de 24 februarie 2014 USL-ul s-a destrămat prin ieșirea PNL de la guvernare în urma, printre alte pretexte enumerate, refuzului lui Victor Ponta de a-l numi pe Klaus Iohannis ministru de Interne.

### USL și alegerile locale 2012
În alegerile locale din 2012, USL a câștigat președinția consiliilor județene în 36 de județe, 1.292 de primării, 12.668 de locuri în consiliile locale și primăria a 5 sectoare din București (alegerile pentru primăria sectorului 2 au fost câștigate de primarul în funcție, Neculai Onțanu din partea UNPR, formațiune care a candidat separat la alegerile locale, dar a aderat și ea la USL ulterior).

### Alegerile parlamentare 2012
La data de 17 octombrie 2012, la Arena Națională, a avut loc loc Congresul USL de lansare a candidaților pentru alegerile parlamentare din 9 decembrie 2012.
USL a câștigat alegerile legislative din 9 decembrie 2012, atât pentru Camera Deputaților cu  58,63%, obținând 273 de mandate, cât și pentru Senat, cu 60,03% din voturile exprimate, obținând 122 de mandate. Prezența la vot a fost de 36,54%.

### 2013–2014
În cadrul alianței USL au loc și disensiuni interpartinice: un exemplu ar fi refuzul PNL de a se alătura dorinței lui Victor Ponta de a impozita salariile de peste 1.000 euro, refuzul PNL a permite confiscarea averilor ilicite etc. La data de 20 mai 2013 atât PSD cât și PNL au avut ședințe privind USL. S-a pus chiar problema ca protocolul USL să fie revizuit iar USL să se transforme în Alianța PSD-PNL-PC. Contradicții au fost și pe tema revizuirii Constituției, ca și a alegerilor parlamentare anticipate din colegiile rămase vacante, PSD susținând uninominalul pur, în timp ce mai multe surse din PNL, ca prim-vicepreședintele Klaus Iohannis și senatorul Puiu Hașotti declarându-se favorabili unui uninominal mixt, ca în Germania.

## Priorități ale guvernului USL (guvernele Ponta I, II)
Victor Ponta, prim ministru din partea Uniunii, a declarat la începutul mandatului într-o conferință de presă înaintea anunțării componenței guvernului, că prioritățile guvernării USL sunt:
1. Respectarea legilor țării, fără excepții, fără derogări sau scuze.
2. Repararea inechităților sociale.
3. Viziune economică statală de lungă durată, care să ofere predictibilitate, locuri de muncă și să protejeze resursele naturale ale României.
4. Depolitizarea administrației publice. Doar miniștrii și secretarii de stat vor fi numiți și sprijiniți politic.
5. Toleranță zero față de corupție și clientelism. Continuarea eforturilor pentru atingerea obiectivelor din Mecanismul de Cooperare și Verificare.
6. Organizarea de alegeri democratice și corecte.

Printre alte priorități și obiective ale alianței, enunțate la un moment sau altul, se numără creșterea salariilor bugetarilor, dispariția principalului partid de opoziție, aderarea la spațiul Schengen, și returnarea contribuțiilor la asigurările sociale plătite de pensionarii cu pensii puțin mai mari de 740 de lei în baza unei ordonanțe respinse de Curtea Constituțională.